# Cathedral (Oddarrang)
Cathedral è un album del gruppo jazz finlandese Oddarrang, pubblicato dalla Texicalli Records nel 2012.

## Tracce
Compact disc
1. Prayer – 5:31
2. Third Life – 4:22
3. Canon – 5:43
4. Arcane Light – 6:15
5. Frames – 9:11
6. Psalm No. 3 – 3:50
7. Funeral – 5:35
8. Holy Mountain – 7:48
9. In Oamok – 8:59

Durata totale: 57:14

## Formazione
- Osmo Ikonen: violoncello, voce, organo
- Ilmari Pohjola: trombone, percussioni, voce
- Lasse Sakara: chitarra
- Lasse Lindgren: basso
- Olavi Louhivuori: percussioni, sintetizzatore